# سیکی آیزاوا
سیکی آیزاوا (ژاپنی: 相沢 清喜؛ زادهٔ ۱۹ سپتامبر ۱۹۸۰) یک بازیکن فوتبال اهل ژاپن است.
از باشگاه‌هایی که در آن بازی کرده‌است می‌توان به باشگاه فوتبال وگالتا سندای اشاره کرد.